# Ньэнронг
Ньэнронг (тиб. གཉན་རོང་རྫོང་, Вайли: gnyan rong rdzong, кит. упр. 聂荣县, пиньинь Nièróng xiàn) — уезд в городском округе Нагчу, Тибетский автономный район, КНР.

## История
Во времена империи Мин эти места находились под контролем цинхайских монголов. Во времена империи Цин они в 1732 году были переданы в состав Тибета.
В 1951 году был образован дзонг Ньэнронг, который вошёл в состав Специального района Чамдо (昌都专区). В 1959 году он был передан из Специального района Чамдо в состав Специального района Нагчу (那曲专). В 1960 году был образован уезд Ньэнронг.

## Административное деление
Уезд делится на 1 посёлок и 9 волостей:
- Посёлок Дагзонг (大众镇)
- Волость Серчен (色庆乡)
- Волость Ньима (尼玛乡)
- Волость Дамшунг (当木江乡)
- Волость Чадам (查当乡)
- Волость Сангронг (桑荣乡)
- Волость Шагчу (下曲乡)
- Волость Пешунг (白雄乡)
- Волость Согшунг (索雄乡)
- Волость Юмчу (永曲乡)

## Экономика
Развиты сельское хозяйство, особенно скотоводство. 